# Paul-Henri Sandaogo Damiba
Paul-Henri Sandaogo Damiba (2 de janeiro de 1981) é um oficial militar burquinense. Ele serviu como presidente da Burquina Fasso entre 24 de janeiro a 30 de setembro de 2022, quando foi removido por um golpe de estado, mas ele apenas renunciou oficialmente no dia 02 de outubro de 2022.
Ele liderou o golpe militar de 24 de janeiro de 2022, que derrubou o presidente Roch Marc Christian Kaboré e estabeleceu o Movimento Patriótico de Salvaguarda e Restauração, presidido por ele, no poder. Entre suas primeiras medidas estão a dissolução do Governo e da Assembleia Nacional, a suspensão da Constituição e o fechamento das fronteiras do país.
Em 31 de janeiro, um ato fundamental do Movimento Patriótico para Salvaguarda e Restauração restaurou a Constituição do país e deu a Damiba o título de presidente do Fasso.
No dia 02 de outubro, após a sua renúncia, Paul-Henri Sandaogo Damiba chegou à Lomé, acompanhado por quatro colaboradores militares, sendo encaminhados ao palácio da presidência do Togo. Foi sucedido por Ibrahim Traoré.

## Obra
- Exércitos da África Ocidental e Terrorismo: Respostas Incertas?. Paris: Editions Les 3 Colonnes, 2021.[9]